# Herman Krefting
Herman Ulrik Krefting, född 22 september 1907 i Norge, död 13 augusti 1993 i Örgryte, var en norsk-svensk entreprenör och mecenat.
Herman Krefting var son till en norsk industriledare. Han växte från tolvårsåldern upp i Dalsland, dit familjen flyttat. Han var från ungdomen intresserad av att meka med motorcyklar och bilar och arbetade med bilförsäljning först i Trollhättan och senare på 1930-talet i Oslo. Vid den tyska invasionen av Norge i april 1940 flydde han med familj till Sverige och blev så småningom försäljningschef hos den lokala Scania-bilfirman i Vänersborg. 
Detta ledde till att han intresserade sig för att förbättra den tidens bristfälliga kopplingar mellan lastbilar och släpvagnar och gjorde ett antal uppfinningar. På basis av dessa grundade han år 1951 företaget Vänersborgskopplingen i Vänersborg, numera VBG Group.

## Herman Kreftings Stiftelse för Allergi- och Astmaforskning
Herman Krefting led sedan barndomen och under hela sitt liv av astma och donerade pengar till astmaforskning och den av honom instiftade  Herman Kreftings Stiftelse för Allergi- och Astmaforskning, som ger bidrag till forskning inom detta område. Stiftelsen har, tillsammans med två andra mindre Krefting-stiftelser, röstmajoritet (69%) i VBG Groups styrelse.
Stiftelsen har fram till 2008 lämnat 43 miljoner kronor till astmaforskning och lämnar enligt ett avtal år 2008 med Sahlgrenska akademien vid Göteborgs universitet årligen medel i storleksordningen 10 miljoner kronor till det nyinrättade Krefting Research Centre.